# Cadillac V-16
Cadillac V-16 – samochód osobowy produkowany pod amerykańską marką Cadillac w latach 1930–1940. Powstały dwie generacje tego modelu.

## Galeria

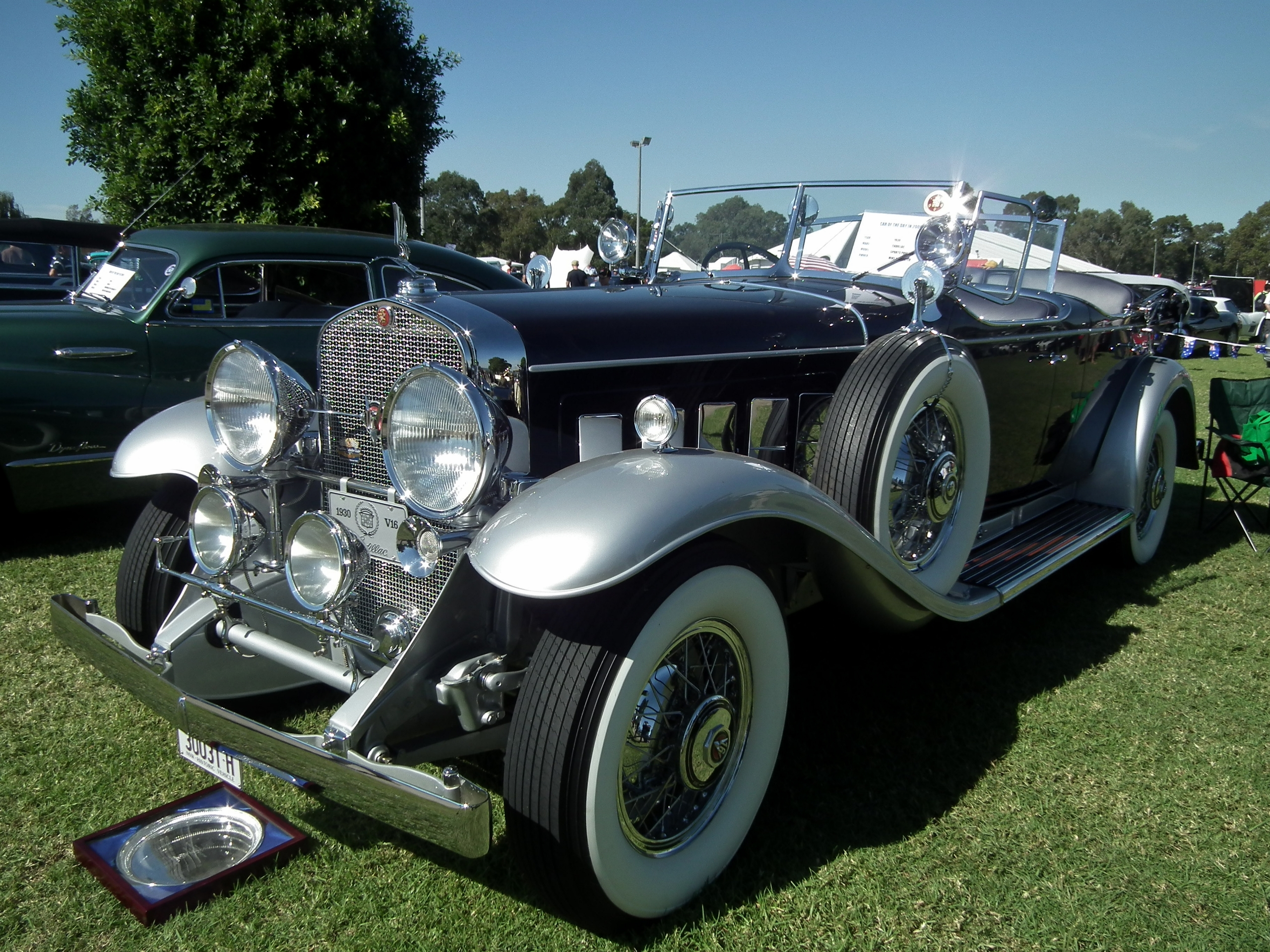
Cadillac V-16 I
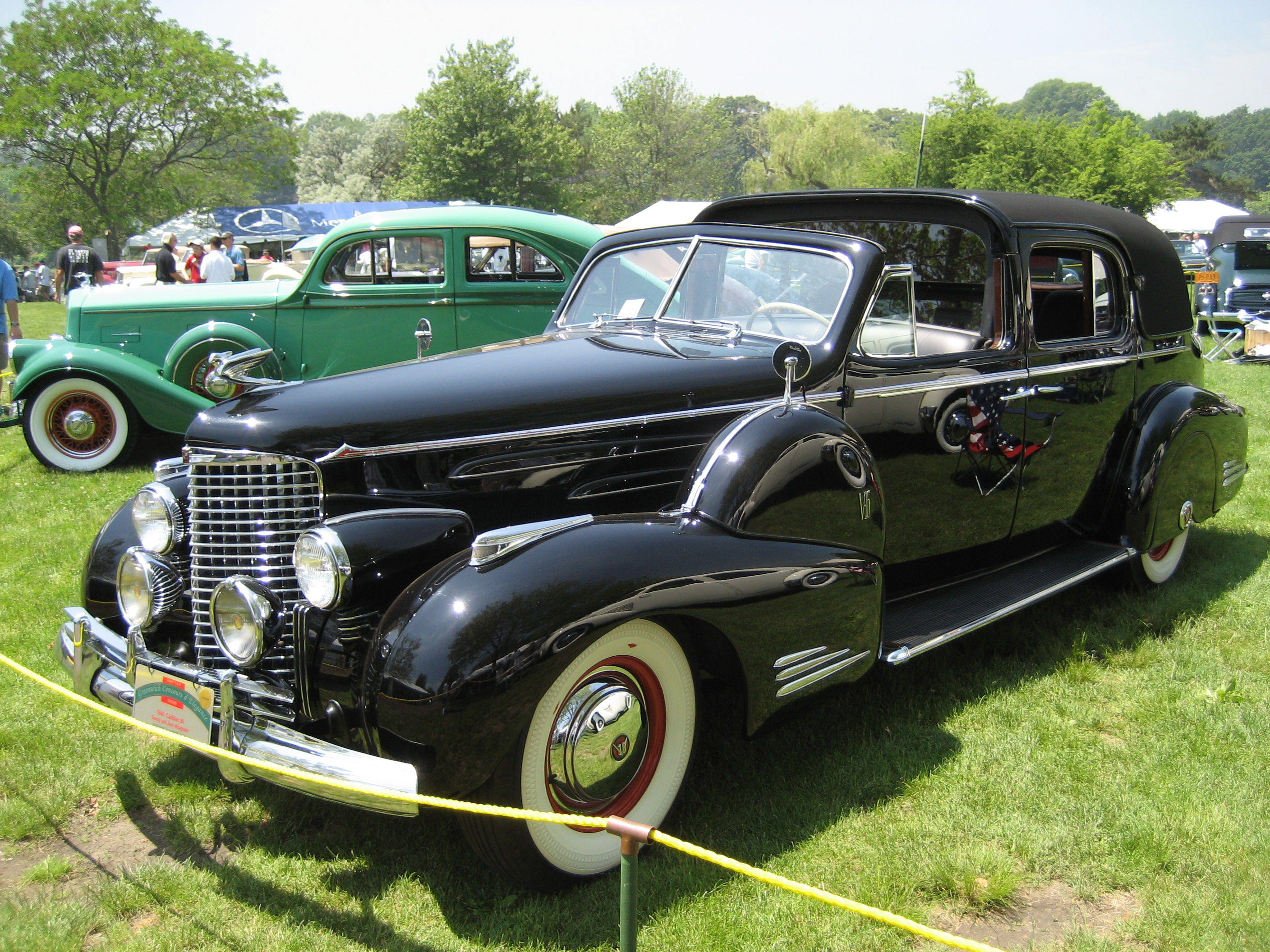
Cadillac V-16 II